# ゴーレム効果
ゴーレム効果（ゴーレムこうか、英語: Golem effect）とは、ある人物に対して周囲の期待が低い場合に、その人物は周囲の期待通りにパフォーマンスが低下してしまうという心理的な現象である。心理学の用語では、ピグマリオン効果の対義語に当たる。

## 歴史
1960年代のアメリカ合衆国の教育心理学者のロバート・ローゼンタールにより提唱された。教師と生徒を対象にして実験が行われた結果は、教師の期待度が低い子供は、次第に成績が低下していった。この結果を考察して、ゴーレム効果を提唱した。なお、これと対の実験で、ローゼンタールは、教師の期待度が高い子供は、次第に成績が伸びていった事から、ピグマリオン効果も提唱した。

## ヒトにおけるゴーレム効果
ゴーレム効果は心理的な現象である。ただし、自己実現預言の一形態とも言える。それと言うのも、指導者や監督者などの他者からの期待度が低い場合だけでなく、個人自身の自分に対する期待度が低い場合でも、ゴーレム効果が発生するからである。要するに、自他を問わず、個人に課された期待が低くなると、個人のパフォーマンスが低下する。この効果は 教育環境および組織環境で主に見られ、研究されていった。